# Totem
För andra betydelser, se Totem (olika betydelser).

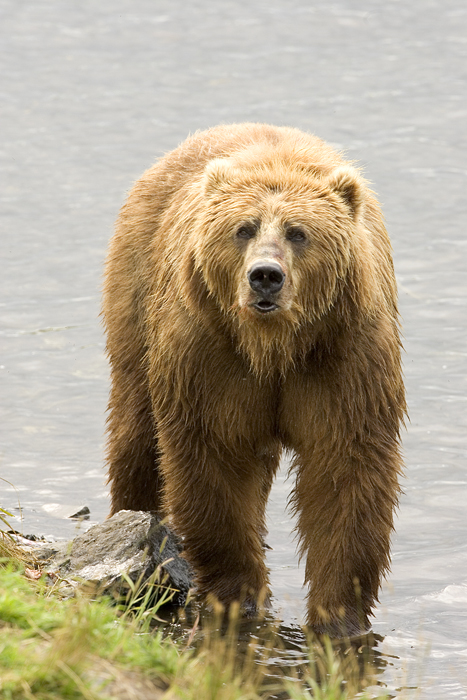
Björnen är ett av många vanliga totemdjur

Totem är en enskild persons, familjs eller klans speciella emblem eller symbol, vanligtvis ett djur som vederbörande antas härstamma från eller har annan anhörighet till.
Termen har sitt ursprung i nordamerikanska indianspråk; såsom algonkinspråk där stavningen härrör. På ojibwaspråket heter det doodem. Oavsett term är totemism inte begränsad till dessa folk. Liknande historiska trosuppfattningar har påvisats i många delar av världen, exempelvis i Europa, Afrika, Australien och Arktis. Ordet används i modern tid som utbred synonym för olika religiösa eller mytologiska symboliker.
Totemdjur eller kraftdjur, kommer ursprungligen ifrån shamanistiska religioner och fungerar som en guide att hämta kraft och inspiration ifrån. I vissa animistiska religioner så finns det ett djur som representerar en hel stam eller klans religion och de har vanligen en totempåle centralt i sin by. Som kraftdjur är det mer ett personligt redskap och fungerar som ett styrkedjur som har en speciell innebörd för en viss individ. Denna icke-traditionella användning av termen är vanligt förekommande inom exempelvis new age-rörelsen.